# مایکل فرنکس
مایکل فرنکس (انگلیسی: Michael Franks؛ زادهٔ ۱۸ سپتامبر ۱۹۴۴) خواننده-ترانه‌پرداز اهل ایالات متحده آمریکا است. او از پیشگامان جنبش طوفان آرام به‌شمار می‌رود.